# La Brea Pitch Lake

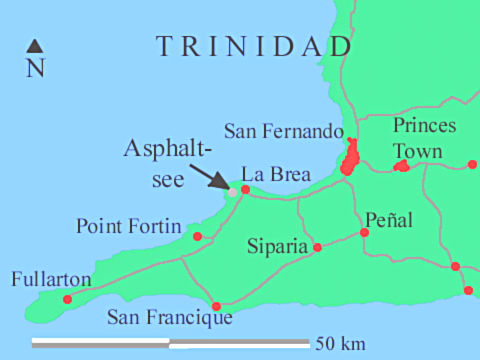
Lage des Asphaltsees im Südwesten Trinidads

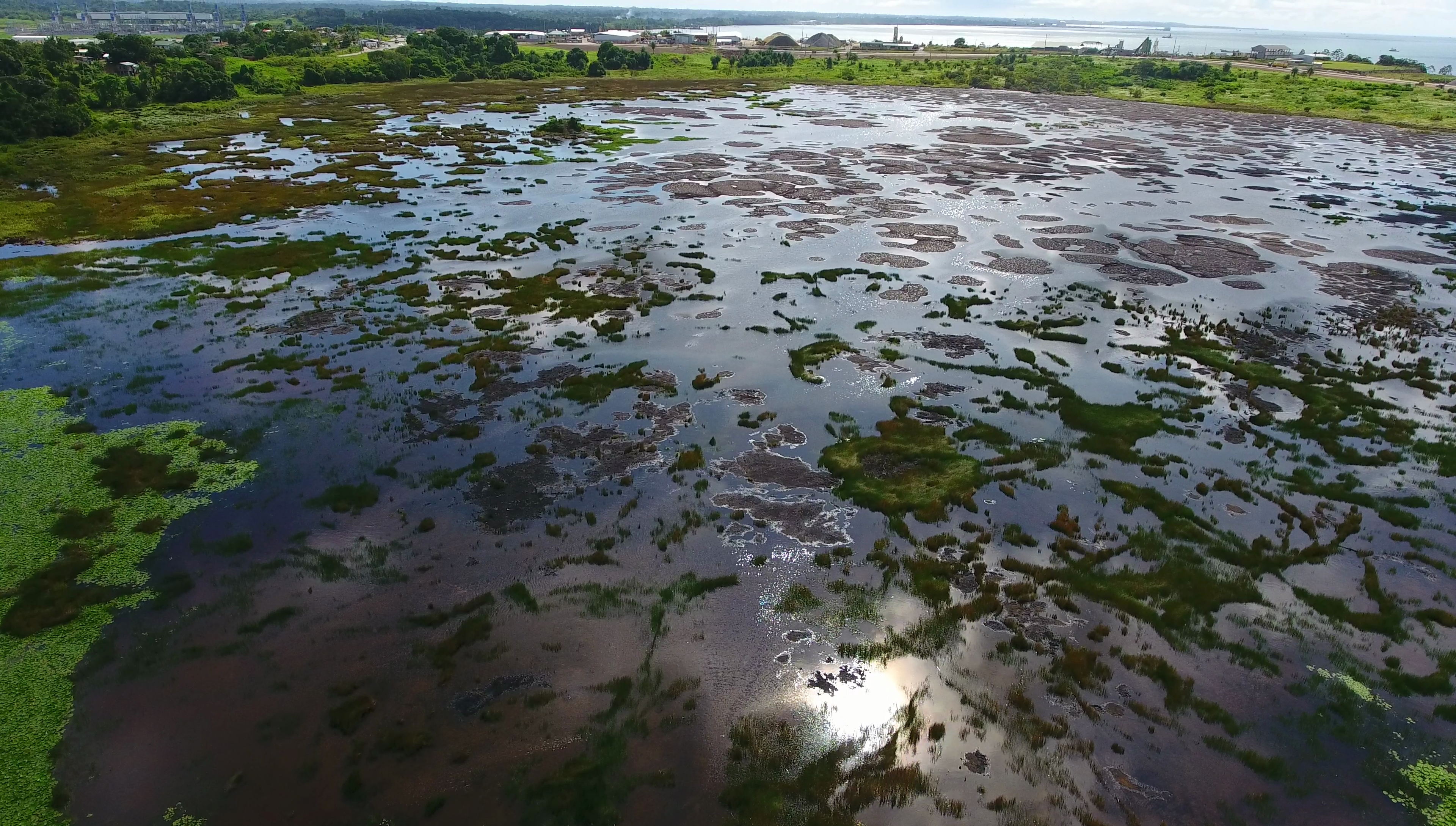
La Brea Pitch Lake

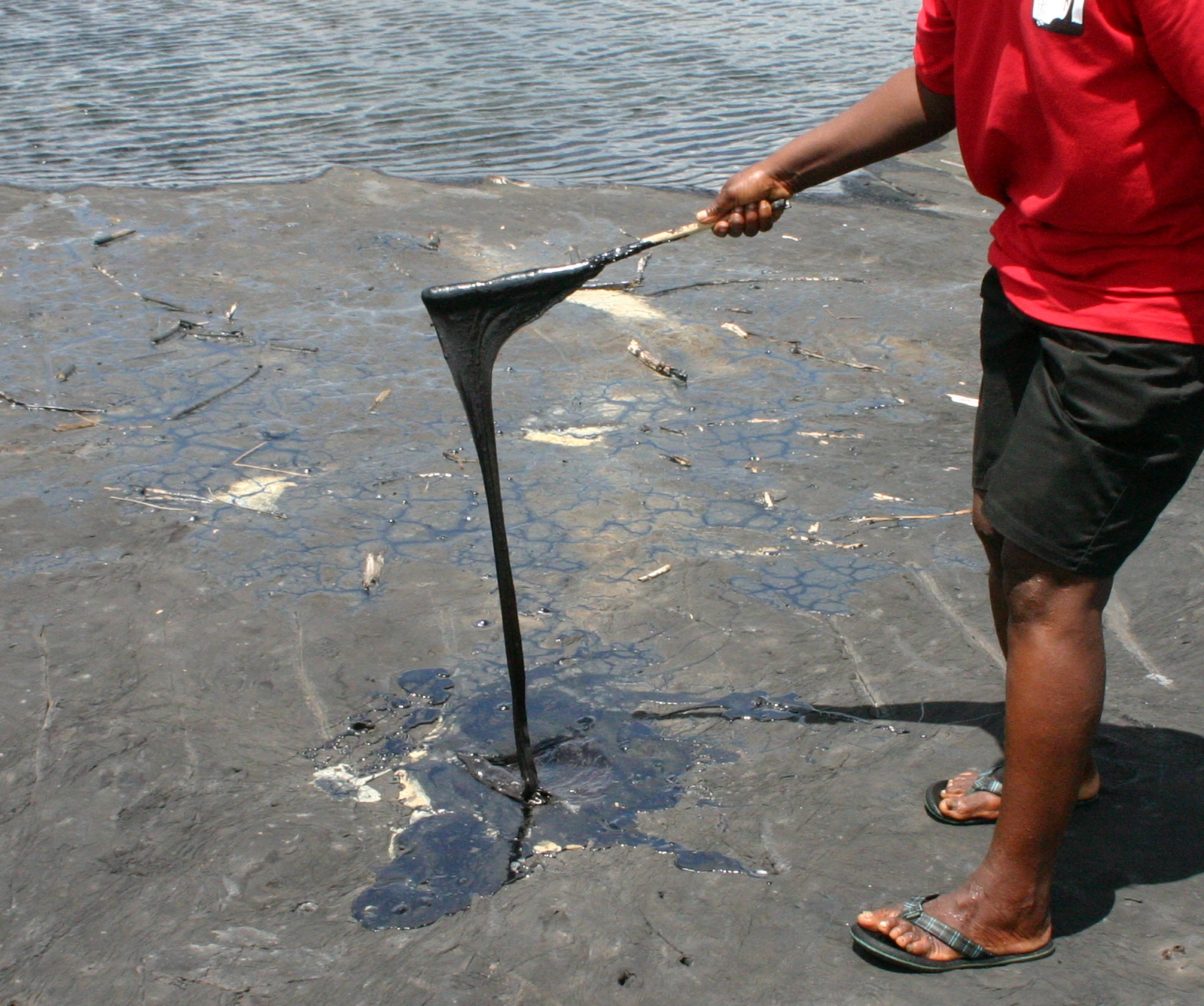
Das Bohren mit einem Stock in der Oberfläche des La Brea Pitch Lake fördert relativ flüssigen Naturasphalt zutage

Der La Brea Pitch Lake [ˈpʰɪt͡ʃ leik] (englisch für La-Brea-Pech-See) ist eine natürliche, oberflächliche Ansammlung von Asphalt (Asphaltsee) und das weltweit größte Vorkommen dieser Art. Der See liegt im Südwesten der Karibikinsel Trinidad nahe der Stadt La Brea (was auf Spanisch ebenfalls „Pech“ heißt). Für Trinidad ist der See eine bedeutende Touristenattraktion und ein wichtiger Wirtschaftsfaktor zugleich.

## Allgemeines
Der La Brea Pitch Lake erstreckt sich auf einer Fläche von ca. 40 Hektar. Seine Tiefe wird unterschiedlich mit 75 bis 100 Metern angegeben. Genauere Untersuchungsergebnisse dazu liegen nicht vor. Die Gesamtmenge des Asphalts wird auf 10 Mio. Tonnen geschätzt.
Asphalt-„See“ ist eine eher irreführende Bezeichnung, denn der Asphalt ist an der Oberfläche fast nirgendwo flüssig. Stattdessen ist die Oberfläche des Sees leicht gewellt, runzelig und so weit ausgehärtet, dass sie größtenteils begehbar ist. In den Depressionen steht Wasser. Dass der Asphalt darunter nicht wirklich fest ist, äußert sich darin, dass die „Seeoberfläche“ an manchen Stellen federt oder die Schuhsohlen beim Darübergehen klebrige Fäden ziehen. Zu Zeiten, als der Asphalt mit Spitzhacken abgebaut wurde, schlossen sich selbst sechzig Zentimeter tiefe Löcher innerhalb von zwei Tagen von selbst. Auch das Umland des Sees lagert auf Asphalt und ist daher relativ instabil. Die Folge sind aus dem Lot geratene Häuser, gewölbte Fußböden und geborstene Hauswände. Das Zentrum der Aktivität liegt in der Mitte des Sees, der sogenannten Mother of the Lake („Mutter des Sees“), wo Gase und frischer Asphalt aufsteigen, wodurch die übrigen Asphaltmassen in alle Richtungen gegen den Rand hin umgewälzt werden: Als bei einer misslungenen Tiefenbohrung das Gestänge brach, tauchte es später, grotesk deformiert, an anderer Stelle wieder auf. Ein weiterer Hinweis auf die Bewegungen des Asphalts sind isolierte Vegetationsinseln, die ihre Position dauernd verändern.
Der Asphaltsee steht seit 2011 auf der trinidadischen Tentativliste, der Vorschlagsliste für die UNESCO-Welterbekonvention. Ähnliche Bildungen, wenn auch in kleinerem Ausmaß, finden sich in den Asphaltteichen von La Brea Tar Pits in Los Angeles.

## Geologie
Am Grund des Sees dringt beständig zähflüssiger Asphalt („Erdpech“) aus der Tiefe und vermischt sich mit Gesteinsbruchstücken. Diese Mischung wird als „Trinidad-Naturasphalt“ bezeichnet. Es wird vermutet, dass das Aufdringen des Asphalts mit der Lage der Insel Trinidad in der Grenzzone zwischen Karibischer Platte und Südamerikanischer Platte zusammenhängt. Die schräge Konvergenz beider Platten übt Druck auf ein im Untergrund der Insel liegendes Erdölvorkommen aus. Der hohe Druck führt zur Bildung des heißen Bitumens, welches seinen Weg nach oben sucht und auf der Insel einen Ausgang findet. Diese tektonische Konstellation entstand im Laufe des jüngeren Tertiärs.

## Mikrobiologie
2014 wurde in der Fachzeitschrift Science ein Artikel veröffentlicht, laut dem Mikroorganismen in winzigen Wassertropfen (1 bis 3 μl) selbst in größter Tiefe des La Brea Pitch Lake das Erdöl von innen heraus zersetzen. Laut Rainer Meckenstock von der Universität Duisburg-Essen könnte dies ein Hinweis darauf sein, dass große Teile der weltweiten Ölreserven bereits von Mikroorganismen zu Methan und Kohlendioxid abgebaut wurden.

## Wirtschaftliche Bedeutung

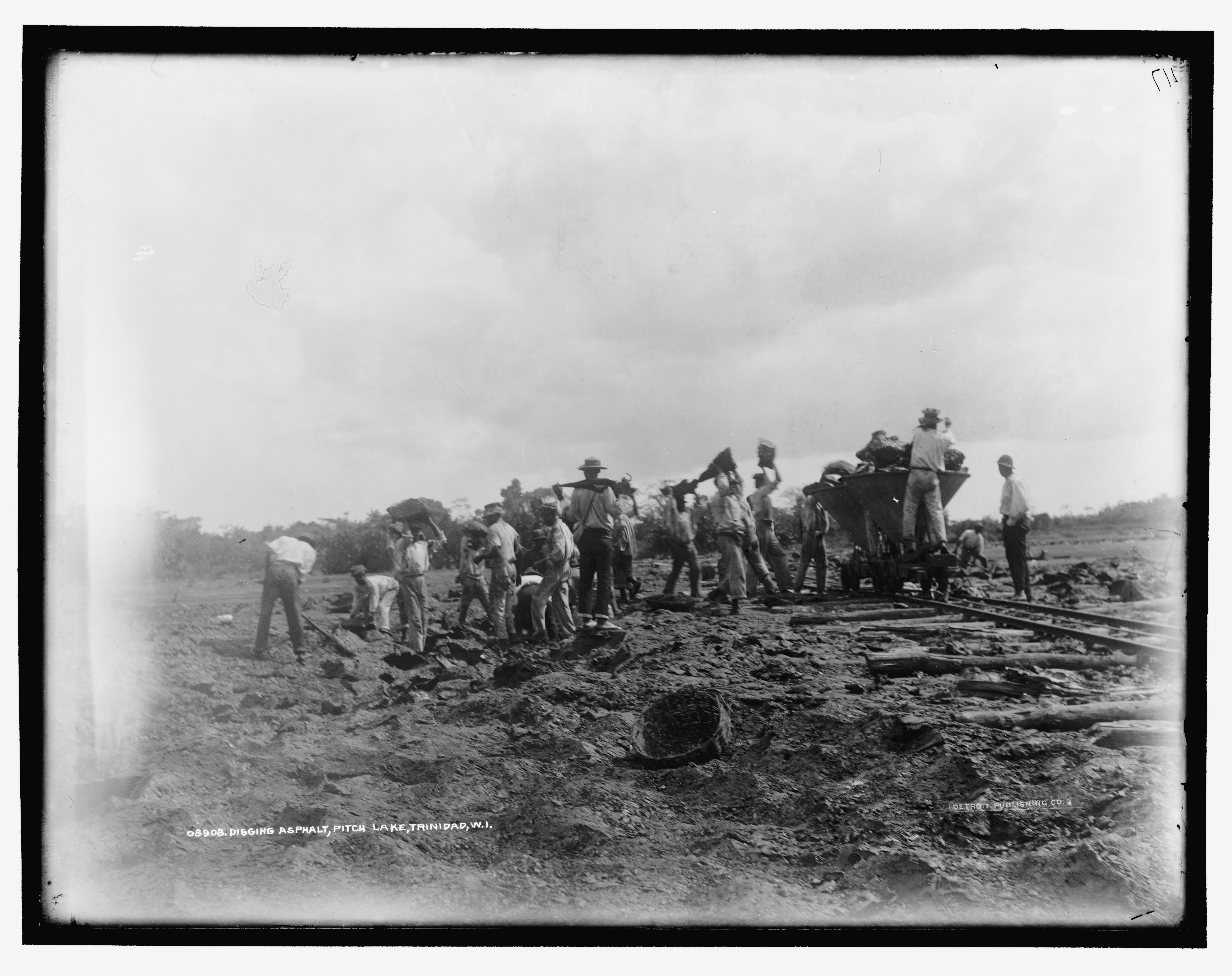
Asphaltabbau Ende des 19. Jahrhunderts

Der Trinidad-Naturasphalt war aufgrund seiner robusten Qualität weltweit ein begehrter Zusatzstoff beim Straßenbau. Täglich wurden 150 bis 200 Tonnen Asphalt abgebaut und flossen in den Export. Allein in Deutschland wurden jährlich 6000 Tonnen im öffentlichen Straßenbau verarbeitet. Die beim Abbau entstehenden Löcher schließen sich in sehr kurzer Zeit wieder durch den aus der Tiefe nachfließenden Asphalt. Im Jahr 2005 kam der Asphaltabbau zum Erliegen.
Jährlich besuchen rund 20.000 Touristen die „hässlichste Attraktion der Karibik“ und bilden damit einen zusätzlichen Wirtschaftsfaktor für Trinidad. Es finden regelmäßige sowie individuell buchbare touristische Führungen statt. Der See ist größtenteils an der Oberfläche ausgehärtet und für den Menschen begehbar.

## Mythos und Historie
Nach einer indianischen Sage soll an der Stelle des La Brea Pitch Lakes früher ein reiches Dorf mit großen Obstplantagen gestanden haben. Als immer mehr Vögel sich am Obst gütlich taten, wurden sie von den Dorfbewohnern gejagt und gegessen, auch die als heilig geltenden Kolibris. Für diesen Frevel straften die Götter die Menschen und ließen das Dorf über Nacht in der Erde versinken. An dessen Stelle entstand der Asphaltsee, der fortan als Eingang zur Unterwelt galt.
Einer anderen Version dieser Legende zufolge, die ausdrucksvoll in einer Wandmalerei an der Aussichtsterrasse oberhalb des Sees erzählt wird, soll einer der heiligen Kolibris während einer Siegesfeier des kriegerischen Indiostammes der Chaima von deren Häuptling getötet worden sein.
Der See war bereits den spanischen Kolonialherren des 16. Jahrhunderts bekannt, die die Region „Tierra de Brea“ nannten. Walter Raleigh besserte hier 1595 und 1617 Schiffe seiner Expeditionsflotten aus. Zwischen 1617 und 1797 wurde der Ort La Brea gegründet. Der Asphaltsee wurde zu dieser Zeit noch nicht wirtschaftlich genutzt, vielmehr wurden Zucker und Kaffee angebaut. Eine erste Raffinerie für den Asphalt wurde 1792 auf Geheiß des Gouverneurs José María Chacón errichtet. Die kommerzielle Ausbeutung des Asphaltsees begann 1850 durch Thomas Cochrane, der die Nutzungsmöglichkeiten des Asphalts erforschte, was zunächst in ein Patent für den Antrieb von Dampfschiffen durch Verfeuern von Bitumen mündete. Nachdem der deutschstämmige Conrad Stollmeyer in den Betrieb eingestiegen war, konzentrierte man sich auf den Verkauf von Asphalt für den Straßenbau. Ab etwa 1960 flaute das Asphaltgeschäft merklich ab; seit den 2000er-Jahren wird nur noch in geringem Umfang Asphalt abgebaut.